# Розиц
Розиц (нем. Rositz) — община в Германии, в земле Тюрингия. 
Входит в состав района Альтенбург. Подчиняется управлению Розиц.  Население составляет 3050 человек (на 31 декабря 2010 года). Занимает площадь 12,66 км².
Коммуна подразделяется на 5 сельских округов.